# Воля-Баранецкая
Воля-Баранецкая (укр. Воля-Баранецька) — село в Бисковичской сельской общине Самборского района Львовской области Украины.
Население по переписи 2001 года составляло 641 человек. Занимает площадь 5,785 км². Почтовый индекс — 81422. Телефонный код — 3236.